# Палдо (Сагареджойский муниципалитет, Уджарма)
Палдо (груз. პალდო) — село в Грузии. Находится в Сагареджойском муниципалитете края Кахетия. Высота над уровнем моря составляет 850 метров. Население — 18 человек (2014).